# Хоробрицы
Хоробрицы — деревня в Муромском районе Владимирской области России, входит в состав Борисоглебского сельского поселения. 

## География
Деревня расположена в 19 км на север от центра поселения села Борисоглеб и в 25 км на северо-запад от Мурома.

## История
Деревня впервые упоминается в окладных книгах Рязанской епархии 1676 года в составе Старо-Котлицкого прихода, в ней было 4 двора помещиковых, 15 дворов крестьянских и 3 бобыльских.
В конце XIX — начале XX века деревня входила в состав Новокотлицкой волости Муромского уезда, с 1926 года — в составе Булатниковской волости. В 1859 году в деревне числилось 29 дворов, в 1905 году — 66 дворов, в 1926 году — 73 двора.
С 1929 года деревня являлась центром Хоробрицкого сельсовета Муромского района, с 1940 года — в составе Прудищенского сельсовета, с 2005 года — в составе Борисоглебского сельского поселения. 

## Население
| 1859 | 1905 | 1926 | 2002 | 2010 | 2021 |
| ---- | ---- | ---- | ---- | ---- | ---- |
| 232  | ↗357 | ↗387 | ↘54  | ↘50  | ↗52  |